# Ілда Рейс
Ілда Рейс (1 січня 1923, Лісабон — 1998, Лісабон) — португальська художниця. Тридцять років творчого життя присвятила гравюрі. З 1944 по 1970 рр. була дружиною  Нобелівського лауреата з літератури Жозе Сарамагу.

## Життя і творчість
Народилася в Лісабоні у 1923 році. Творчий шлях розпочала у Школі декоративного мистецтва Антоніо Арройо.
До 42 років працювала друкаркою, а у 1965 році покинула стабільну, нецікаву роботу, щоб повністю присвятити себе мистецтву. Займалась гравюрою під егідою Національного товариства образотворчих мистецтв.
Навчалася гравіюванню і трафаретному друку на гравюрі у Кооперативному товаристві португальських граверів.
Роботи Рейс зберігаються в Національній бібліотеці в Лісабоні.
У 1944 році вийшла заміж за письменника Жозе Сарамагу. Народила дочку Віоланте. Пара розлучилась у 1970 році.
Померла у 1998 році у Лісабоні.